# Mayo (llengua)
El mayo o yorem-nokki és una llengua taracahita de la família lingüística uto-asteca parlada per prop de 60.000 persones que habiten principalment en els estats mexicans de Sinaloa i Sonora. Aquest grup de persones correspon al grup indígena mayos, que no ha de confondre's amb els maies que habiten al sud-est de Mèxic. Segons la Ley General de Derechos Lingüísticos de los Pueblos Indígenas vigent a Mèxic, és una de les seixanta-tres llengües nacionals, juntament amb l'espanyol i altres llengües indígenes que encara es parlen al país.
És una llengua summament semblada a la dels seus veïns del nord, els yaquis, 90% d'intel·ligibilitat mútua. De fet, la distinció entre les llengües yaqui i mayo és més d'ordre polític o ètnic que lingüístic, i en algunes ocasions les hi considera com una mateixa llengua, anomenada llengua cahita. A aquest grup (cáhita) va pertànyer la llengua ópata, extingida des de mitjan segle xx.
La comunitat lingüística dels mayos és una de les que presenta menor índex de monolingüisme a Mèxic, amb menys de l'1% de la seva comunitat com a parlants exclusius de l'idioma mayo.

## Descripció lingüística

### Fonologia
El mayo té cinc timbres vocàlics i distingeix quantitat vocàlica, la qual cosa implica que el seu sistema fonològic inclou 10 vocals: /a, i, i, o, o; ā, ē, ī, ō, ū/
L'inventari de consonants del mayo inclou:
|            | labial | labial | alveolar | alveolar | palatal | palatal | velar | velar | glotal | glotal |
| ---------- | ------ | ------ | -------- | -------- | ------- | ------- | ----- | ----- | ------ | ------ |
| oclusiva   | p      | pʷ     |          |          | t       | t       | k     | k     | ʔ      | ʔ      |
| africada   |        |        | ʦ        | ʦ        |         |         |       |       |        |        |
| fricativa  |        |        | s        | s        |         |         |       |       | h      | h      |
| aproximant | β      | β      | l,r      | l,r      |         |         |       |       |        |        |
| nasal      | m      | m      | n        | n        |         |         |       |       |        |        |
| semivocal  | w      | w      |          |          |         |         | j     | j     |        |        |

És freqüent en les transcripcions de textos del mayo trobar:
- /c/, per transcriure el fonema /t͡s/..
- /b/ o /v/, per transcriure el fonema /β/.
- /i/, per transcriure el fonema /j/.
- /'/, per transcriure el fonema /ʔ/.

### Morfologia
La morfologia és similar a la d'altres llengües utoasteques:
- La morfologia nominal és relativament simple incloent la marca d'absolutiu -ta i la marca de plural -em para noms animats (els inanimats freqüentment són invariables segons nombre gramatical).
- La morfologia verbal és substancialment més complexa.

### Lèxic
aásu sogra
ácoro germana gran
áchaiguari pare de família
áiye mare
asé'ebua sogre
asóa fill, nen
ásoguaara nebot, -da
báto áiye padrina
báto átchai padrí
báto'o málla fillola
báto'o ú'usi fillol
bató'a batejar
cuúna espòs, marit
guaáyi germana (menor)
guaguái, -m parent, -s
jacaláye nora
jála'i camarada
jámmut dona
jaámuchim dones
juúbi esposa
jú'ubua yó'otu jove
mócali, mócari cunyada
mó'one gendre
sáila germà gran
sámari oncle
uúsi, -m noi, -s
ili uúsi nen
ú'usi fill
yoréme home

## Ús als mitjans
A l'emissora de ràdio XEETCH d'Etchojoa (Sonora), dependent de la CNDPI, s'emet en mayo i yaqui.